# Toate numele care încep cu C
Toate numele care încep cu C este un film românesc din 2017 regizat de Isabela Von Țenț. Rolurile principale au fost interpretate de actorii Isabela Neamțu, Ana Maria Guran, Petru Ciobanu.

## Distribuție
Distribuția filmului este alcătuită din:
- Isabela Neamțu
- Minodora Broscoi
- Simona Onuțu
- Ana-Maria Guran
- Petru Ciobanu